# Ягодинский, Иван Иванович
Ива́н Ива́нович Ягоди́нский (11 [23] февраля 1869, Казань — неизвестно, но не ранее 1918) — русский философ-логик, ученик Е. А. Боброва, крупнейший исследователь философии Г. В. Лейбница.

## Биография
Окончил историко-филологический факультет Казанского университета (1906), где под влиянием профессора Е. А. Боброва увлёкся философией Лейбница. В 1906 году начал преподавательскую деятельность на кафедре философии Казанского университета в звании приват-доцента. С 1910 года — экстраординарный, с 1913 — ординарный профессор. После революции 1917 года продолжал преподавать в Казанском университете, занимался педологией.
В центре философских интересов Ягодинского лежали логика и философия Лейбница. В учении Лейбница он особенно ценил идею предустановленной гармонии, преодолевающей фатализм и пантеизм спинозизма. Творчеству Лейбница Ягодинский посвятил множество работ. В логике он придерживался генетического метода, считая её наукой о формах, в которой выражается истина, и о приёмах, которыми достигается истина; тем самым он приближался к тому направлению в логике, которое сближает её с теорией познания.

## Сочинения
- Софист Протагор. — Казань, 1906.
- Лейбниц и его корреспонденты до 1695 года. — Казань, 1907.
- Первый печатный очерк философской системы Лейбница и вызванные им полемика и разъяснения. — Казань, 1907.
- Краткий курс системы логики. — Казань, 1908.
- Генетический метод в логике. — Казань, 1909.
- Метод и задачи современной логики // Вопросы педагогики. — 1912. — № 1.
- Философия Лейбница // Уч. зап. Казанского университета. — Т. 79. — Кн. 2, 3, 8. — 1912.
- Сочинения Лейбница. Элементы сокровенной философии о совокупности вещей. — Казань, 1913.
- Сущность и основные типы суждений. — Казань, 1914.
- Наше «я» и его свойства. — Казань, 1914.
- Философия Лейбница. Процесс образования системы. Первый период. 1659—1672. — Казань, 1914.
- Основные законы и общая задача логики. — Казань, 1915.
- Неизданное сочинение Лейбница «Исповедь философа». — Казань, 1915.
- Знание и его границы по отношению к внутреннему и внешнему миру. — Казань, 1916.